# Az angol rendiség
A XIII. századra a gazdasági fejlődés a főnemesség mellett újabb társadalmi csoportok (rendek), a polgárok és a lovagok számára is lehetővé tette, hogy hallassa szavát a politikában. Ezzel párhuzamosan értek meg azok az új eszmék, amelyek kétségbe vonták az uralkodók hatalmának korlátlanságát. Az új felfogás szerint az országlakosok : a grófok, a főpapok, majd később a lovagok és a polgárok képviselik az országot, azért felelősséggel tartoznak, s így az uralkodóra rákényszeríthetik akaratukat.
János angol király idején megingott a királyi hatalom tekintélye (elvesztette franciaországi birtokait). 1215-ben a főnemesség a Magna Carta Libertatum (Nagy Szabadságlevél) kiadására kényszerítette. A Charta a főnemesség, a lordok számára beleszólást biztosított a hatalomba, s felruházta őket az ellenállás jogával. Az angol királyok nem tartották be az oklevélben foglaltakat. 1264-ben a főnemesség Simon De Monfort vezetésével felkelést robbantott ki. A következő évben mozgalmuk támogatása érdekében összehívták az ország lakosainak "megbeszélését" vagyis parlamentjét. A főnemesség tagjain kívül meghívták a lovagok és a polgárok választott képviselőit is. A felkelést rövidesen leverték, de a parlament példája később is mintául szolgált.
Mikor I. Eduárd angol királynak (1272-1307), Wales meghódítójának háborúihoz pénzre volt szüksége, 1295-ben hasonló módon hívta össze a parlamentet, ami ettől kezdve rendszeresen működött. A kialakuló új rendszer, a rendiség jogilag korlátozta ugyan az uralkodót, de lehetővé vált a lovagokra és a polgárokra támaszkodva a főnemesség hatalmának visszaszorítása.
Az angol parlament kétkamarás rendszerű volt: az egyes rendek, az azonos jogállású és érdekű csoportok, eltérő módon vettek rész munkájában. A Lordok Házában születésük vagy tisztségük alapján személyesen jelenhettek meg a főnemesek és a főpapok : az alsóházba a lovagok és a jómódú polgárok képviselői választás útján kerültek be.